# Flói (Islanda)
Flói (is. Flóahreppur) è un comune islandese della regione di Suðurland.